# Sancho V de Vasconia
Sancho V Sánchez (vasco: Antso Sancion, Gascon: Sans Sancion francés: Sanche Sancion, español: Sancho Sanción; muerto circa 961) fue brevemente Duque de Vasconia después de la muerte de su padre, Sancho IV, entre 950 y 955 hasta su muerte. Fue un hijo ilegítimo cuyo gobierno no duró mucho antes de morir sin hijos, siendo sucedido por su hermano Guillermo Sánchez.
Hay algún desacuerdo en cuanto al nombre de este sucesor de Sancho IV. Algunas fuentes le atribuyen hijos, un primogénito llamado García y uno menor llamado Sancho, lo que sitúa la muerte de este último antes de la sucesión de Guillermo y haciendo a García el heredero de su padre. Es probablemente una mezcla de nombres: el sucesor de Sancho IV era llamado García o Sancho indistintamente.